# 예천 연방사 신중탱화
예천 연방사 신중탱화(醴泉 蓮邦寺 神衆幀畵)는 대한민국 경상북도 예천군 예천읍 백전리, 연방사에 있는 불화이다. 2016년 4월 28일 경상북도의 유형문화재 제495호로 지정되었다.

## 지정사유
예천 연방사 소장 신중탱화는 세로 159cm, 가로 123cm 크기의 비단 바탕에 채색한 패널형식의 신중탱화이다. 화면 중앙에 위태천을 배치하고 그 위쪽에 범천과 제석천을 배치한 역삼각형 구도를 중심으로, 상단에는 일월천자, 천자, 천동과 천녀 등이 배치되어 있다. 그리고 하단에는 위태천 주변에 신장상, 용왕 등을 배치하였다. 전체적인 채색은 주색과 녹청색, 백색을 주로 사용하였고 부분적으로 금색과 청색을 활용하였다. 그리고 화면 하단의 화기(畵記)에 의하면, 1811년(嘉慶 16)에 수화승 정민(定敏) 외에 두찬(斗贊)이 제작한 불화임을 알 수 있다.
화면에 변색과 얼룩, 촛농으로 인한 손상이 보이나, 지물과 관장식의 표현에 호분을 두텁게 입혀 입체감을 표현하고 금니를 입히는 장식기법과 옴자, 화문, 봉황문 등 세필로 표현된 복식문양이 돋보이는 작품이다. 특히 화면 양측에 별도의 화기(畵記)란을 마련하여 발원문을 기재하는 경우는 흔치않은 사례이다.
이 불화는 19세기 초반기 신중도 도상 연구는 물론 정민(定敏)과 두찬(斗贊)의 화풍을 이해하는데 귀중한 자료라고 판단되므로 유형문화재(有形文化財)로 지정한다.

## 지정 내역
| 일련번호        | 명칭                 | 재료 | 구조·형식 ·형태 | 규격(cm)               | 수량 | 기타 특징                              |
| --------------- | -------------------- | ---- | --------------- | ---------------------- | ---- | -------------------------------------- |
| 有形 文化財 495 | 醴泉 蓮邦寺 神衆幀畵 | 비단 | 신중도          | 세로 159cm, 가로 123cm | 1幅  | 제작연대 : 1811년(嘉慶 16) 수화승 定敏 |

## 참고 자료
- 예천 연방사 신중탱화 - 국가유산청 국가유산포털